# Pniewko, Hạt Gryfice
Pniewko [ˈpɲefkɔ] là một ngôi làng thuộc khu hành chính của Gmina Płoty, thuộc hạt Gryfice, West Pomeranian Voivodeship, ở phía tây bắc Ba Lan. Nó nằm khoảng 15 kilômét (9 mi) phía đông bắc Płoty, 15 km (9 mi) ở phía đông Gryfice và 77 km (48 mi) về phía đông bắc của thủ đô khu vực Szczecin.
Trước năm 1945, khu vực này là một phần của Đức. Đối với lịch sử của khu vực, xem Lịch sử của Pomerania.